# Безрассудное сердце
«Безрассудное сердце» (порт. Insensato Coração) — бразильская теленовелла, спродюсированная и транслируемая каналом Globo, премьера которой состоялась 17 января 2011 года.

## Сюжет
Захватывающая теленовелла об взаимоотношениях двух братьев, Педро и Лео Брандао. Добродушный Педро — пилот, который собирается жениться, но влюбляется в Марину Драммонд. Они знакомятся во время высокого домкрата самолета и вместе берут на себя управление полетом, обеспечивая безопасную посадку. В знак признательности Марина импульсивно целует Педро, и они мгновенно соединяются. Но они не знают, что Марина на самом деле является старой подругой невесты Педро, Лусианы. Когда они узнают об этом и решают пойти разными путями, начинается непредсказуемая серия событий.
Педро ждет период восстановления после суда и ареста за преступление, которое не останется безнаказанным, а Марина должна сдержать свои чувства даже после того, как он будет освобожден. В отличие от своего брата Педро, Лео беспринципен и жаден. Его вечная зависть к брату заставляет его делать иррациональный выбор, который включает в себя воровство, мошенничество и похищение людей. В довершение всего, их мать, Ванда чрезмерно защищает Лео и делает глупый выбор в своей одержимости своим сыном. Но Педро недооценил, насколько умным и хитрым может быть его брат.
Лео не только удается вытеснить брата в глазах Марины, но и обмануть Норму, наивную медсестру, которая искренне привязывается к нему. Он продолжает играть в любовь в отчаянной попытке украсть деньги у босса Нормы. Но после отбытия тюремного срока за преступление, которого она не совершала, Нормой будет руководить сильное желание отомстить Лео.
Вскоре иррациональные действия превращают двух некогда счастливых братьев в ожесточенных соперников, а Педро требует справедливости за проступок Лео.

## В ролях
- Глория Пирес — Норма[2][3][4][5][6][7][8][9]
- Эриберто Лео — Педро[7][10][11][12]
- Паолла Оливейро — Марина[13][14]
- Габриэль Брага Нуньес — Лео[7][15][16]
- Дебора Секку — Натали[7][17][18][19]
- Херсон Капри — Горацио[20]
- Антонио Фагундес — Рауль[7][21][22]
- Камила Питанга — Каролина[7][23][24][25][26]
- Лазару Рамус — Андре[24][26][27]
- Хелена Фернандес — Гилда Амарал[28]